# Stichelia amazonica
Stichelia amazonica är en fjärilsart som beskrevs av Hans Ferdinand Emil Julius Stichel 1925. Stichelia amazonica ingår i släktet Stichelia och familjen Riodinidae. Inga underarter finns listade i Catalogue of Life.